# Leopoldów
Leopoldów [pronunciación en polaco: /lɛɔˈpɔlduf/] es un pueblo ubicado en el distrito administrativo de Gmina Lipsko, dentro del Distrito de Lipsko, Voivodato de Mazovia, en el este de Polonia central. Se encuentra aproximadamente a 4 kilómetros al suroeste de Lipsko y a 128 kilómetros al sur de Varsovia.